# Bistum Crateús

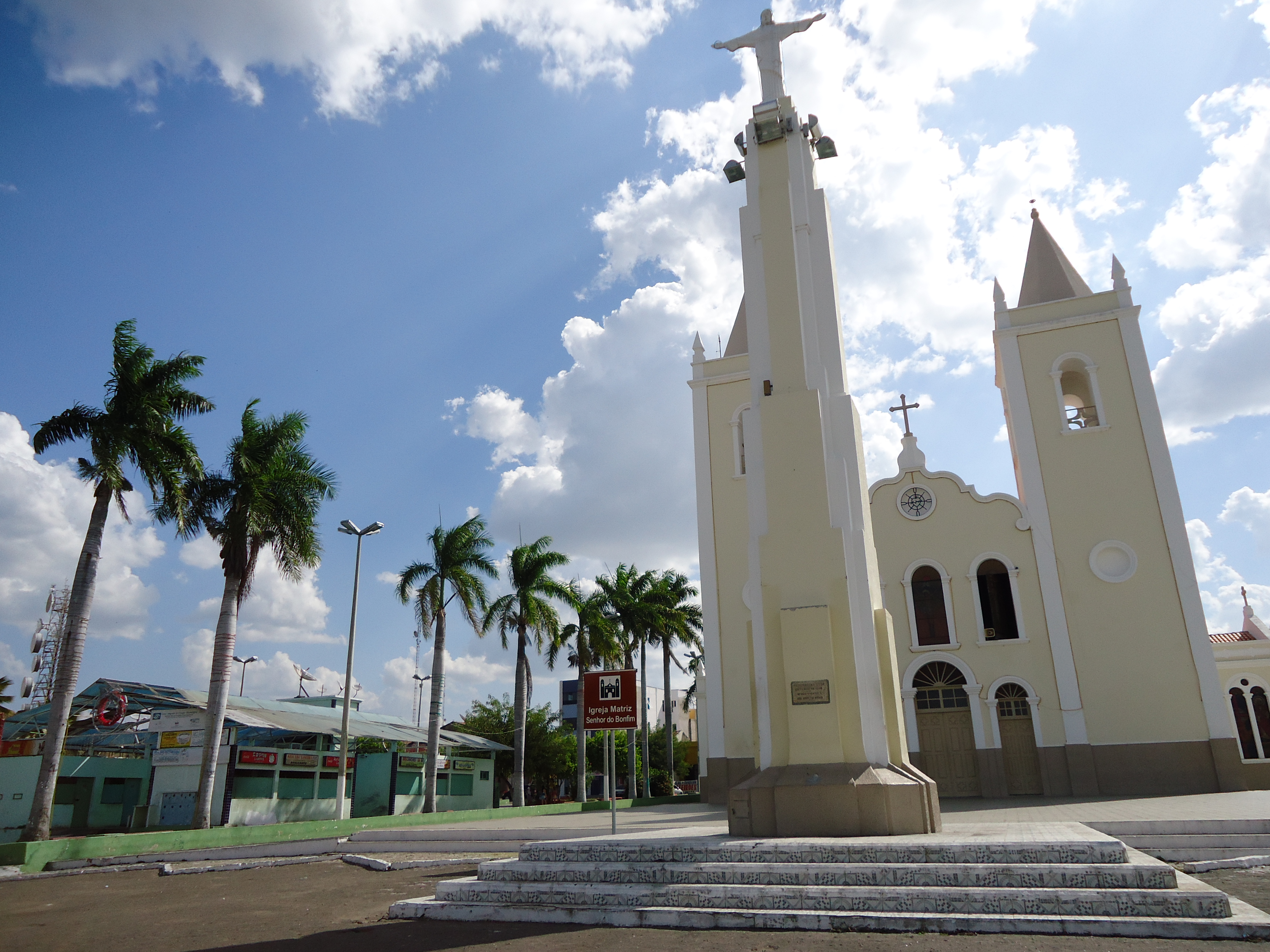
Kathedrale von Crateús am 2010

Das Bistum Crateús (lateinisch Dioecesis Crateopolitana, portugiesisch Diocese de Crateús) ist eine in Brasilien gelegene römisch-katholische Diözese mit Sitz in Crateús im Bundesstaat Ceará.

## Geschichte
Das Bistum Crateús wurde am 28. September 1963 durch Papst Paul VI. mit der Apostolischen Konstitution Pro apostolico aus Gebietsabtretungen der Bistümer Iguatú und Sobral errichtet. Es wurde dem Erzbistum Fortaleza als Suffraganbistum unterstellt.

## Bischöfe von Crateús
- Antônio Batista Fragoso, 1964–1998
- Jacinto Furtado de Brito Sobrinho, 1998–2012, dann Erzbischof von Teresina
- Ailton Menegussi, seit 2013